# Stade de la Maladière
Het Stade de la Maladière is een multifunctioneel stadion in Neuchâtel, Zwitserland. Het wordt vooral gebruikt voor voetbalwedstrijden. De voetbalclub Neuchâtel Xamax maakt gebruik van dit stadion. In dit stadion werden ook nog enkele internationale voetbalwedstrijden gespeeld door het nationale elftal. Het oude stadion werd geopend in 1924. In 2007 werd het stadion volledig gerenoveerd, maar het 'nieuwe' stadion kreeg dezelfde naam. In het stadion is plaats voor 12.500 toeschouwers.